# El Greco
Doménikos Theotokópoulos (em grego: Δομήνικος Θεοτοκόπουλος), mais conhecido como El Greco ("O Grego"; Heraclião ou Fodele, 1 de outubro de 1541 — Toledo, 7 de abril de 1614), foi um pintor, escultor e arquiteto grego que desenvolveu a maior parte da sua carreira na Espanha. Assinava suas obras com o nome original, ressaltando sua origem.
Nasceu em Creta, que naquela época pertencia à República de Veneza e era um centro artístico pós-bizantino. Treinou ali e tornou-se um mestre dentro dessa tradição artística, antes de viajar, aos vinte e seis anos, para Veneza, como já tinham feito outros artistas gregos. Em 1570 mudou-se para Roma, onde abriu um ateliê e executou algumas séries de trabalhos. Durante sua permanência na Itália, enriqueceu seu estilo com elementos do maneirismo e da renascença veneziana. Mudou-se finalmente em 1577 para Toledo, na Espanha, onde viveu e trabalhou até sua morte. Ali, El Greco recebeu diversas encomendas e produziu suas melhores pinturas conhecidas.
O estilo dramático e expressivo de El Greco foi considerado estranho por seus contemporâneos, mas encontrou grande apreciação no século XX, sendo considerado um precursor do expressionismo e do cubismo, ao mesmo tempo em que sua personalidade e trabalhos eram fonte de inspiração a poetas e escritores como Rainer Maria Rilke e Nikos Kazantzakis. El Greco é considerado pelos modernos estudiosos como um artista tão individual que não o consideram como pertencente a nenhuma das escolas convencionais. É mais conhecido por suas figuras tortuosamente alongadas e uso frequente de pigmentação fantástica ou mesmo fantasmagórica, unindo tradições bizantinas com a pintura ocidental. Em sua época teve somente dois seguidores de seu estilo: o seu filho Jorge Manuel Theotokópoulos e Luis Tristán.

## Biografia

### Primeiros anos

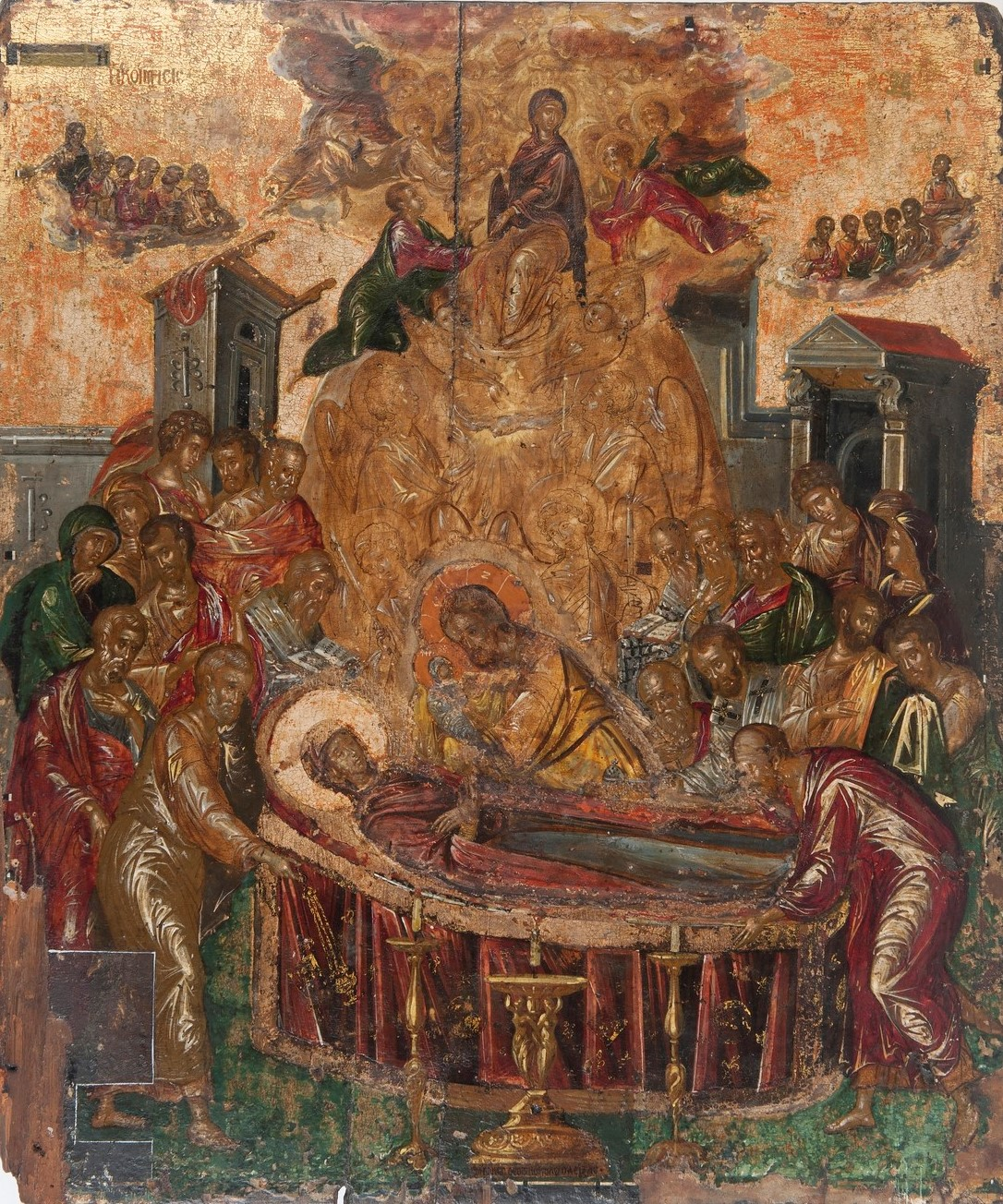
A Morte da Virgem (antes de 1567, painel em têmpera e ouro, 61,4 × 45 cm, Catedral da Sagrada Morte da Virgem, Hermópolis, Siros) foi provavelmente pintada perto do final do período cretense do artista. A pintura combina estilos pós-bizantinos e do maneirismo italiano, e elementos iconográficos.

Seu nascimento em 1541 deu-se na vila de Fodele ou de Candia (nome veneziano para Chandax), presentemente chamada Heraclião, em Creta, era descendente de uma próspera família urbana, que provavelmente teria se deslocado de Chania para Candia depois de uma insurreição fracassada contra o domínio veneziano, entre 1526 e 1528. Seu pai, Geórgios Theotokópoulos (morto em 1558), era comerciante e cobrador de impostos. Nada se sabe, porém, sobre sua mãe ou sobre sua primeira esposa, uma grega. Seu irmão mais velho, Manoússos Theotokópoulos (1531 - 13 de dezembro de 1604), foi um comerciante, e passou seus últimos anos de vida na casa de El Greco, em Toledo.
El Greco recebeu seus treinamentos iniciais como pintor de ícones na Escola cretense, o principal centro de arte pós-bizantina. Além da pintura, estudou provavelmente os clássicos da Grécia Antiga, e talvez os clássicos latinos também; quando morreu deixou uma "biblioteca de trabalho" com cerca de 130 volumes, inclusive um exemplar da Bíblia em grego e um Vasari anotado. Candia era então um centro das atividades artísticas onde as culturas ocidental e oriental conviviam harmoniosamente, e cerca de duzentos pintores eram ativos ali, durante o século XVI - inclusive tendo organizado uma guilda de pintores, ao molde corporativo italiano. Em 1563, com a idade de 22 anos, El Greco foi descrito num documento como um "mestre" ("maestro Domenigo"), significando com isso, provavelmente, que já era um membro de guilda e presumivelmente trabalhava em seu próprio estúdio. Três anos depois, em junho de 1566, como testemunha num contrato, ele assinou seu nome como "Mestre Menégos Theotokópoulos, pintor"(μαΐστρος Μένεγος Θεοτοκόπουλος σγουράφος).

### Itália

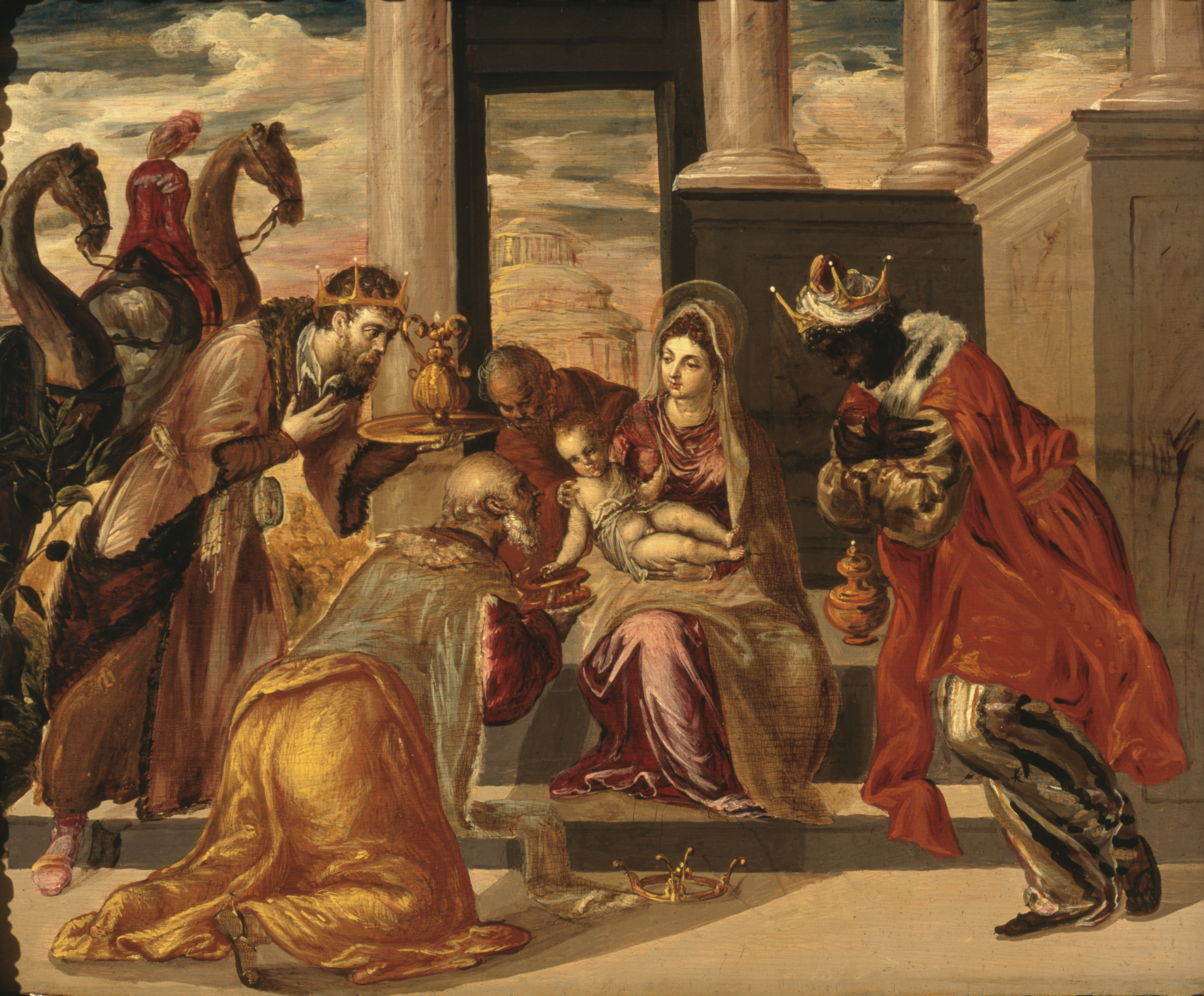
Adoração dos Magos, 1568, Museu Soumaya, Cidade do México.

Pertencendo Creta à Sereníssima República de Veneza desde 1211, era natural que o jovem El Greco procurasse continuar sua carreira naquela cidade italiana. Embora o ano exato dessa mudança não seja claro, a maioria dos estudiosos é da opinião que o pintor trasladou-se por volta do ano de 1567. As informações sobre os anos do mestre na Itália são limitadas. Morou em Veneza até 1570 e, de acordo com uma carta escrita por seu mais antigo amigo, e maior miniaturista da época, o croata Giulio Clovio, ele seria um "discípulo" de Ticiano, que já estava octogenário mas ainda vigoroso. Isso pode significar que ele trabalhara no estúdio do grande Ticiano, ou não. Clovio caracterizou El Greco como "um grande talento para a pintura".
Era natural que o jovem El Greco seguisse sua carreira em Veneza, pois Creta era posse da República de Veneza desde 1211. Embora o ano exato não seja claro, a maioria dos estudiosos concorda que El Greco foi para Veneza por volta de 1567. O conhecimento dos anos de El Greco na Itália é limitado. Ele morou em Veneza até 1570 e, de acordo com uma carta escrita por seu amigo muito mais velho, o maior miniaturista da época, Giulio Clovio, era um "discípulo" de Ticiano, que já estava na casa dos oitenta anos, mas ainda vigoroso. Isso pode significar que ele trabalhou no grande estúdio de Ticiano, ou não. Clovio caracterizou El Greco como "um talento raro na pintura".

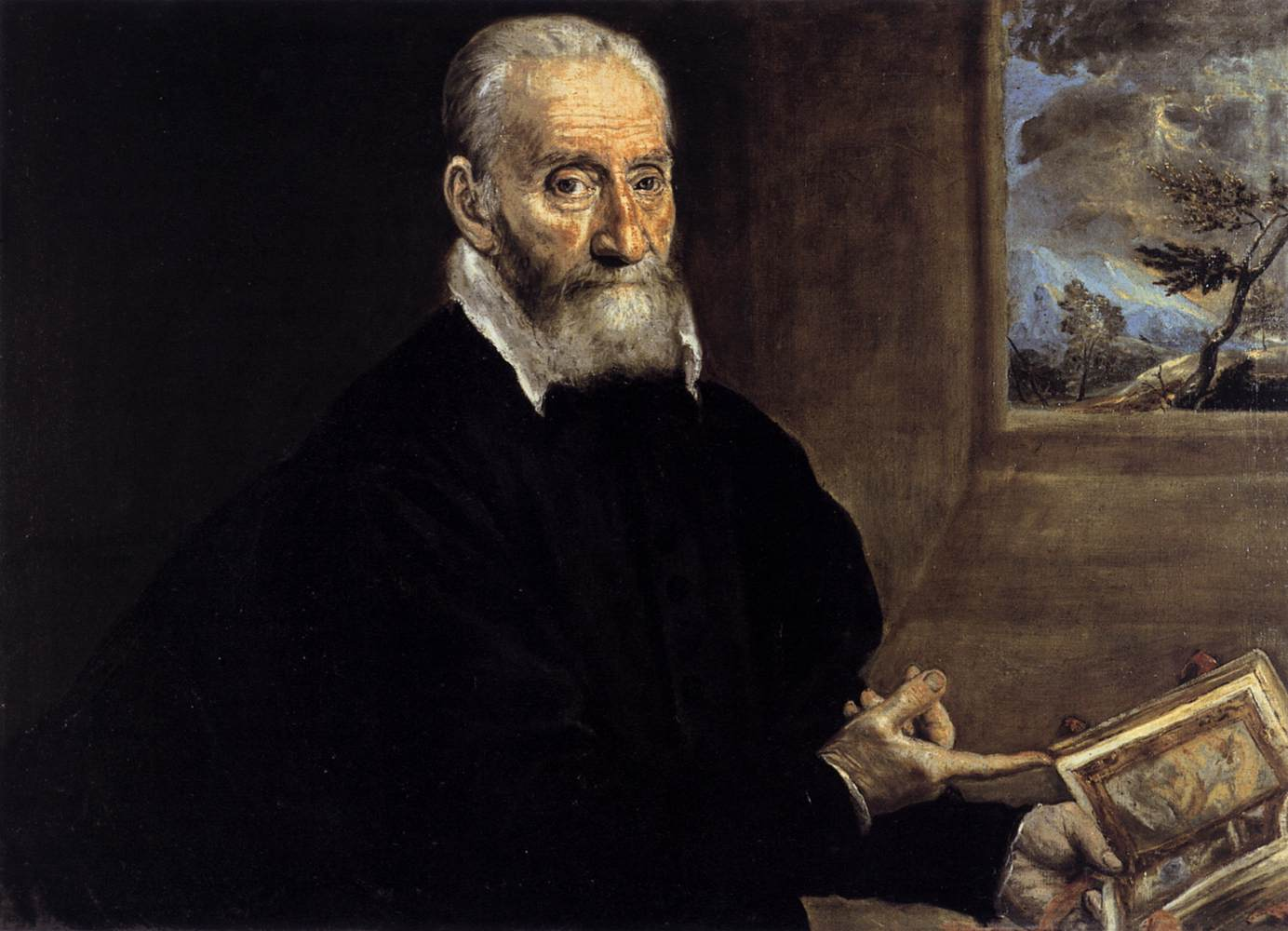
Retrato de Giorgio Giulio Clovio, o mais antigo retrato de El Greco que subsistiu (c. 1570, óleo sobre tela, 58 × 86 cm, Reggia di Capodimonte, Nápoles). No retrato de Clovio, amigo e mecenas do jovem pintor cretense em Roma, a primeira evidência de que El Greco surge como retratista é manifestada.

Em 1570, El Greco mudou-se para Roma, quando executou algumas séries de trabalhos marcados por seu aprendizado veneziano. Não se sabe com precisão quanto tempo durou sua estada ali, mas é certo que retornou a Veneza (c. 1575-76) antes de sua mudança para a Espanha. Em Roma, El Greco hospedou-se no Palazzo Farnese, tornado pelo Cardeal Alessandro Farnese um centro pulsante de vida intelectual e artística da cidade. Ali ele travou contato com a elite pensante romana, incluindo-se o humanista Fulvio Orsini, que mais tarde veio a ter em sua coleção sete pinturas do artista ("Visão do Monte Sinai" e o Retrato de Clovio, entre elas).
Diferente de outros artistas cretenses que foram para Veneza, El Greco alterou substancialmente seu estilo e procurou se distinguir pelas novas e incomuns interpretações dos temas religiosos tradicionais. Suas pinturas italianas apresentam forte influência do Renascimento veneziano do período, com figuras ágeis, alongadas, lembrando a Tintoretto e um vigor cromático que o liga a Ticiano. Dos pintores venezianos aprendeu ainda a composição, organizada em paisagens vibrantes e com luz atmosférica. Clovio informa que visitara o artista quando este ainda se encontrava em Roma. El Greco estava sentado, num quarto pouco iluminado, porque ele acreditava que as sombras conduziam melhor suas ideias que a luz do dia, que perturbavam-lhe a sua "luz interior". Como resultado de sua permanência em Roma seus trabalhos foram enriquecidos de elementos como a perspectiva violenta, onde pontos desaparecem ou as figuras surgem em atitudes estranhas, com posturas repetidas e torcidas em gestos tempestuosos - todos elementos do maneirismo.
No tempo em que El Greco passou em Roma, tanto Michelangelo como Rafael já haviam morrido, mas seus exemplos continuavam como influência sobre os jovens pintores. O cretense, entretanto, estava determinado a imprimir sua própria marca e em defender sua própria visão artística, suas ideias e estilo pessoais. Ele poupou Correggio e Parmigianino duma crítica particular, mas não hesitou em desfazer-se de Michelangelo em seu Juízo Final, na Capela Sistina. Chegou a oferecer-se ao Papa Pio V para pintar sobre o trabalho inteiro, consoante o novo e mais rígido pensamento católico. Quando, mais tarde, lhe perguntaram o que achava de Michelangelo, El Greco respondeu que "ele foi um bom homem, mas um mau pintor" - ficando-se assim diante de um paradoxo: El Greco reagira, condenando, à obra de Michelangelo, mas achava que era impossível resistir à sua influência. A influência de Michelangelo, de fato, pode ser vista em seu trabalho posterior, "Alegoria da Liga Sagrada". Ao retratar as figuras de Michelangelo, Ticiano, Clovio e, presumivelmente, Rafael, em um dos seus trabalhos ("A Purificação do Templo"), El Greco não apenas expressou sua gratidão mas avançou na pretensão de rivalizar com estes grandes mestres. Como indicam seus próprios comentários, o cretense via em Ticiano, Michelangelo e Rafael exemplos a serem seguidos. Nas suas Crônicas, no século XVII, Giulio Mancini incluiu El Greco dentre os pintores que, de várias formas, haviam iniciado uma reavaliação das lições de Michelangelo.
Por causa de suas convicções artísticas pouco convencionais (como por exemplo a reprovação da técnica de Michelangelo) e de sua personalidade, El Greco logo adquiriu inimigos em Roma. O arquiteto e escritor Pirro Ligorio chamou-o de "estrangeiro tolo", e recentemente foi descoberto em arquivos um material que revela uma dissensão com Farnese, que obrigara o jovem artista a deixar seu palácio. Em 6 de julho de 1572, El Greco se queixou oficialmente deste fato. Alguns meses depois, em 18 de setembro de 1572, pagou suas dívidas para com a Guilda de São Lucas em Roma, com uma miniatura que pintara. No final daquele ano o pintor abriu seu próprio estúdio, e admitiu como seus assistentes os pintores Lattanzio Bonastri de Lucignano e Francisco Preboste.

### Espanha

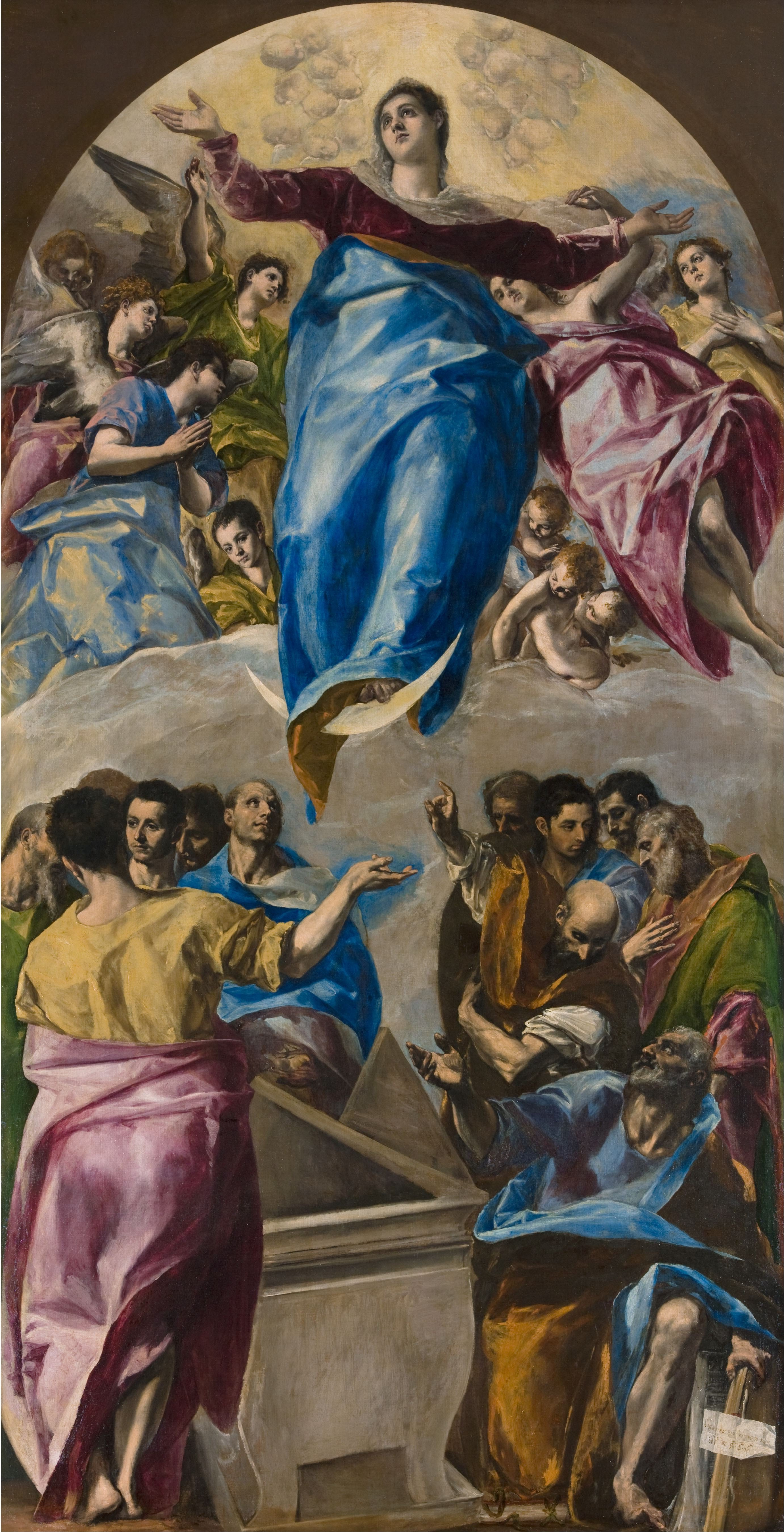
A Ascensão da Virgem (1577–1579, óleo sobre tela, 401 × 228 cm, Art Institute of Chicago) foi uma das nove pinturas que El Greco realizou para a igreja de São Domingo o Velho em Toledo, sua primeira encomenda na Espanha

Em 1577, El Greco emigrou primeiro para Madri, e dali foi para Toledo, onde produziu seus trabalhos da maturidade.
Naquela época Toledo era a capital religiosa da Espanha e uma cidade populosa. Dela dizia-se ser um lugar com "um passado ilustre, um próspero presente e um futuro incerto". Em Roma, El Greco havia conquistado o respeito de alguns intelectuais, mas também enfrentara a hostilidade de certos críticos de arte. Durante a década de 1570 o enorme monastério-palácio de El Escorial ainda estava sendo construído e Filipe II de Espanha enfrentava dificuldades para encontrar bons artistas para executar as muitas pinturas que a obra exigia. Ticiano morrera, e Tintoretto, Veronese e Antônio Mouro recusaram-se todos em ir para a Espanha. Filipe tivera que confiar então no talento menor de Juan Fernándes de Navarrete, cuja gravedad e decoro (seriedade e decoro) foram aprovados pelo rei. Mas este pintor veio a morrer em 1579; o momento parecia ideal para El Greco.
Graças à interseção de Clovio e de Orsini, El Greco conheceu Benito Arias Montano, um humanista espanhol e agente de Filipe; Pedro Chacón, um clérigo; e Luís de Castela, filho de Diego de Castela, deão da Catedral de Toledo. Da amizade com este último El Greco obteve as primeiras encomendas para Toledo. Ali chegou, em julho de 1577, assinando contrato para um grupo de pinturas que se destinavam à ornamentação da Igreja de São Domingo o Velho e para o renomado El Expolio. Em setembro de 1579 ele havia terminado nove pinturas para a São Domingo, dentre as quais A Trindade e A Ascensão da Virgem. Estes trabalhos firmaram a reputação do artista em Toledo.
O pintor não tinha planos de se instalar definitivamente em Toledo, uma vez que seu principal objetivo era atrair as graças de Filipe e conquistar lugar em sua corte. De fato, ele obteve duas importantes encomendas do monarca: a Alegoria da Santa Liga e o Martírio de São Maurício. Mas o rei não gostou destes trabalhos e colocou o retábulo de S. Maurício na sala capitular ao invés de na capela para a qual fora pintada. Ele não fez nenhuma encomenda adicional ao pintor. As razões exatas para o descontentamento real permanecem obscuras. Alguns estudiosos sugerem que Filipe não gostara da inclusão de pessoas vivas nas cenas religiosas retratadas; alguns outros sugerem que El Greco violara uma regra básica da Contra-Reforma, que era a supremacia do conteúdo sobre o estilo. Filipe tinha um interesse especial por suas encomendas, e um gosto muito decidido; uma almejada escultura da Crucifixão por Benvenuto Cellini também o desagradara, quando chegou, e foi igualmente exilada em local menos evidente. O que acontecera a Federico Zuccari foi ainda pior. Em todo caso, o descontentamento de Filipe terminou com qualquer esperança do patronato real para El Greco.

#### Maturidade e últimos anos

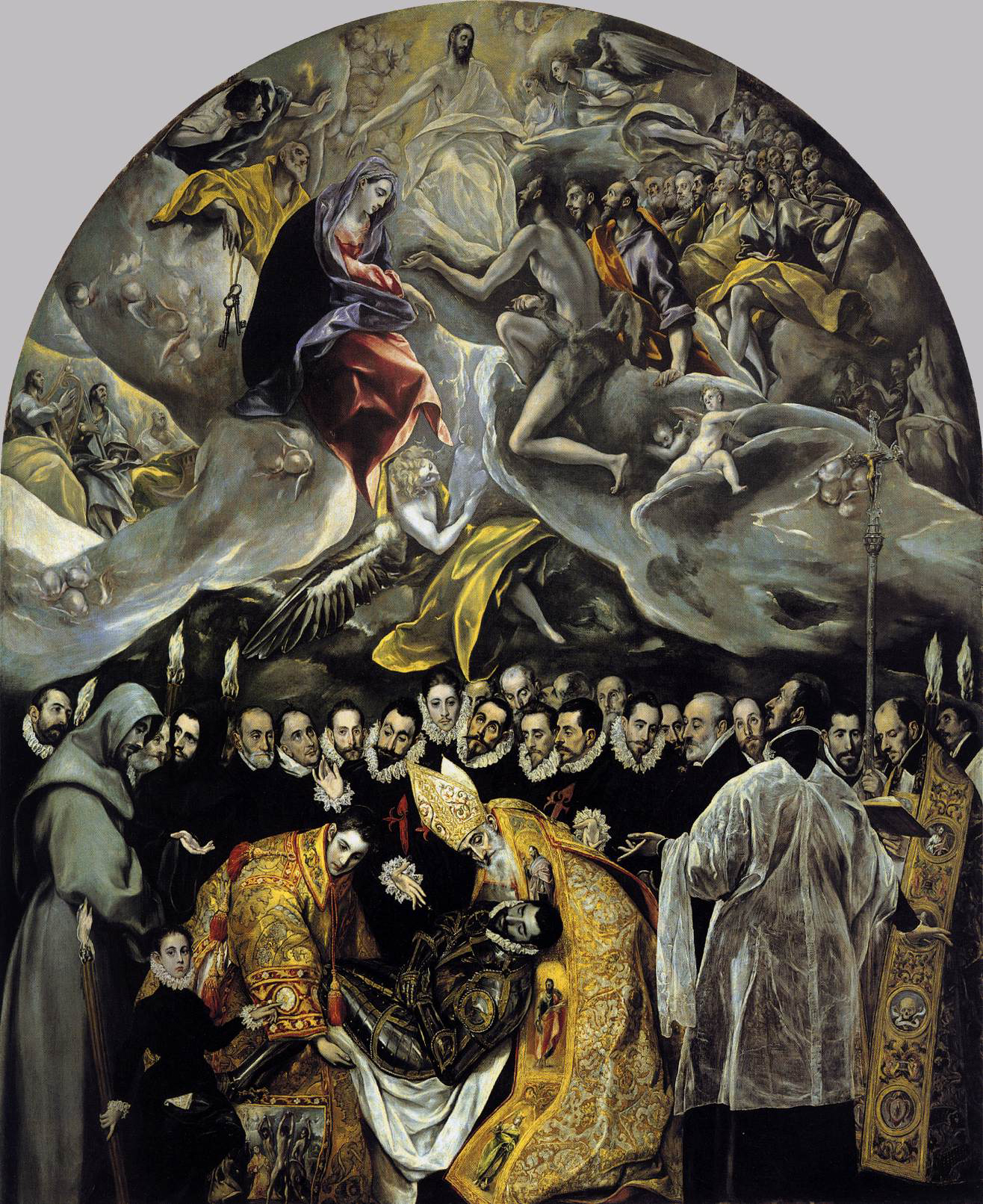
O Enterro do Conde de Orgaz (1586–1588, óleo sobre tela, 480 × 360 cm, São Tomé, Toledo), é o trabalho mais conhecido de El Greco, ilustra uma popular lenda local. Pintura excepcionalmente grande, é claramente dividida em duas zonas: a superior, divina, e a terrena, abaixo. Entretanto, não há uma linha divisória demarcando esta dualidade, as zonas superior e inferior se confundem na composição.

Sem os favores do rei, El Greco foi obrigado a permanecer em Toledo, onde fora recebido em 1577 como um grande pintor. De acordo com Hortensio Félix Paravicino, um pregador e poeta espanhol do século XVII, "Creta lhe dera a vida e o talento, Toledo foi a melhor pátria, onde a morte lhe permitiu alcançar a vida eterna". Em 1585 ele parece haver contratado um assistente, o pintor italiano Francisco Preboste, e estabeleceu um estúdio próprio capaz de produzir quadros para altares e estátuas, além das pinturas. Em 12 de março de 1586 obteve a encomenda para O Enterro do Conde de Orgaz, que hoje vem a ser sua obra-prima mais conhecida. A década entre 1597 a 1607 foi o período de maior atividade para El Greco. Durante estes anos recebeu suas maiores encomendas, e seu estúdio criava conjuntos de figuras e esculturas para uma variegada clientela de instituições religiosas. Entre as maiores encomendas desse período estão três altares para a Capela de São José, em Toledo (1597-99); três pinturas (1596-1600) para o Colégio de Doña María de Aragon, no monastério agostiniano de Madri; e o altar-mor, quatro altares laterais e a pintura Santo Idelfonso para a Capela Maior do Hospital de la Caridad de Illescas (1603-05). As minutas da comissão de A Virgem da Imaculada Conceição (1607-13), que era composta pelos membros da municipalidade, descrevem El Greco como "um dos maiores homens neste reino e fora dele".
Entre 1607 e 1608 El Greco viu-se envolvido numa demorada disputa judicial com as autoridades do Hospital da Caridade de Illescas a respeito do pagamento pelo seu trabalho, que incluía pintura, escultura e projeto arquitetônico. Esta e outras disputas legais contribuíram para as dificuldades econômicas por ele experimentadas no final da vida. Em 1608 recebeu sua última grande encomenda: para o Hospital de São João Batista, em Toledo.
El Greco fez de Toledo seu lar. Contratos sobreviventes mencionam-no como inquilino em 1585 de um complexo de três apartamentos e vinte e quatro quartos que pertenceram ao Marquês de Vilhena. Foi nestes apartamentos, que também lhe serviam como estúdio, que passou o resto de sua vida, enquanto pintava e estudava. Vivia em grande estilo, algumas vezes contratando músicos para tocarem enquanto ceava. Não se pôde confirmar que vivia com a sua companheira espanhola, Jerónima de Las Cuevas, com quem certamente nunca se casou. Ela foi a mãe de seu único filho, Jorge Manuel, nascido em 1578, e que tornou-se também pintor, ajudando ao pai e repetindo-lhe as composições por muitos anos, depois que herdou-lhe o estúdio. Em 1604 Jorge Manuel e Alfonsa de los Morales tiveram o neto de El Greco, Gabriel, que foi batizado por Gregorio Ângulo, governador de Toledo e amigo pessoal do artista.
Durante a execução de uma encomenda para o Hospital Tavera, El Greco caiu gravemente doente, vindo a falecer um mês depois, a 3 de abril de 1614. Poucos dias antes, em 31 de março, havia designado o filho como seu herdeiro. Dois gregos, amigos do pintor, foram as testemunhas de seu testamento (o mestre nunca perdeu o contato com suas origens gregas). Foi sepultado na Igreja de São Domingo o Velho.

## Arte do mestre

### Técnica e estilo
O primado da imaginação e da intuição sobre o caráter subjetivo de criação foi um princípio fundamental do estilo de El Greco. Ele descartou critérios clássicos como medidas e proporção, acreditando que a graça é o supremo objetivo da arte, mas um pintor somente alcança a graça quando consegue resolver os problemas mais complexos com a obviedade do simples.
O mestre considerava a cor como o elemento mais importante e incontrolável da pintura, e declarou que a cor tinha primazia sobre a forma. Francisco Pacheco del Río, um pintor e teórico que visitara El Greco em 1611, escreveu que o pintor gostava das "cores cruas e sem misturas, em grandes borrões, como uma exibição orgulhosa de sua destreza" e que "ele acredita em constante repintura e retoques ordenados em amplas massas como numa planície da natureza".

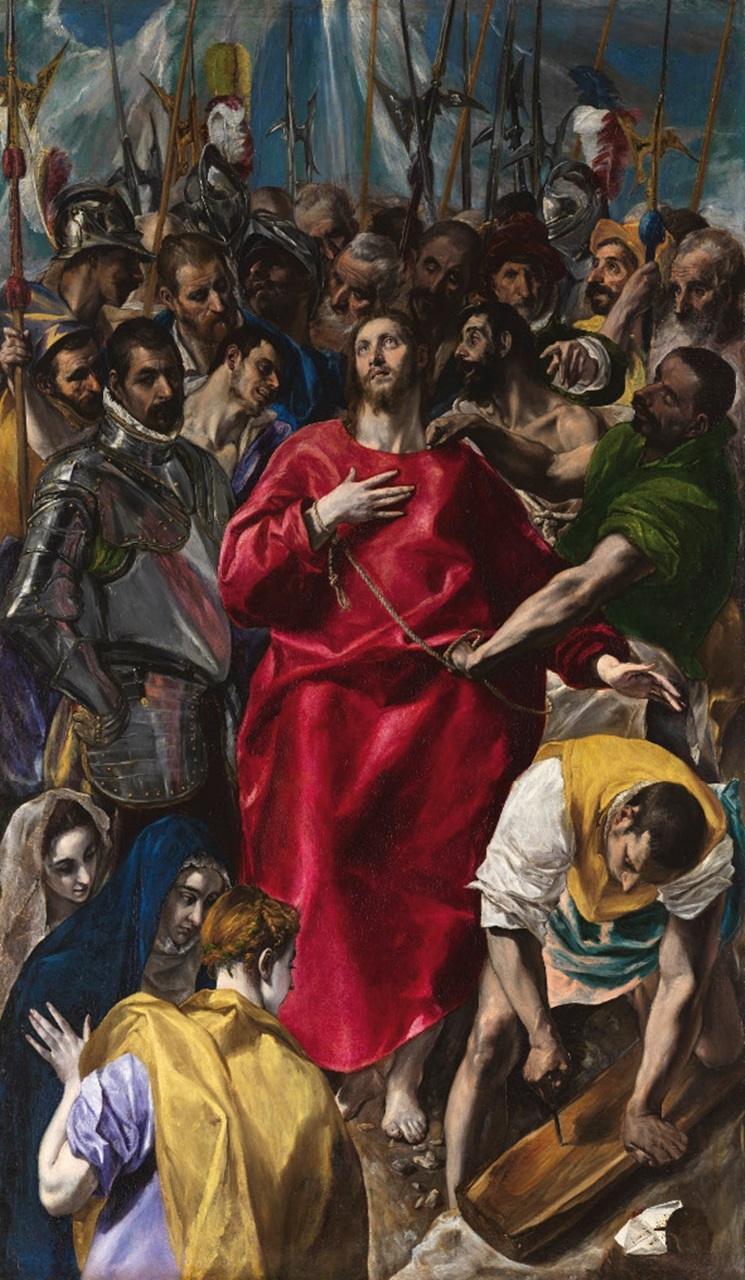
El Expolio (1577–1579, óleo sobre tela, 285 × 173 cm, Sacristia da Catedral de Toledo) é um dos mais famosos retábulos de El Greco. Seus retábulos são conhecidos pela composição dinâmica e inovações surpreendentes.

O historiador de arte Max Dvořák foi o primeiro estudioso a ligar a arte de El Greco com o maneirismo e o antinaturalismo. Pesquisadores modernos caracterizam teoricamente El Greco como "tipicamente maneirista" e tendo definido suas fontes dentro do neo-platonismo da Renascença. Jonathan Brown acredita que El Greco tentou criar uma forma sofisticada de arte; de acordo com Nicholas Penny, "uma vez na Espanha, El Greco pôde criar seu estilo próprio – começando por repudiar a maioria das ambições descritivas da pintura. Em seus trabalhos da maturidade, o pintor demonstra a característica tendência para dramatizar em vez de descrever. A força da emoção espiritual se transfere da pintura diretamente ao observador. De acordo com Pacheco, sua pintura perturbada, violenta e por vezes aparentemente de execução descuidada era algo devido a acurado estudo para adquirir uma liberdade de estilo. A preferência de El Greco por figuras excepcionalmente altas e esbeltas e composições alongadas, serviam antes aos seus propósitos expressivos e a princípios estéticos, que o levaram a desconsiderar as leis da natureza e alongar suas composições em grandes extensões, particularmente quando eram destinadas aos retábulos de altar. A anatomia do corpo humano torna-se mais transcendente até mesmo nos seus trabalhos da maturidade. Em "A Virgem da Imaculada Conceição" El Greco pediu para que o retábulo fosse ainda mais alongado em 1,5 pé "porque assim a forma ficará perfeita e não reduzida, que é a pior coisa que pode acontecer a uma figura". Uma inovação significante nos trabalhos maduros do pintor é o entrelaçamento entre forma e espaço; uma relação mútua é desenvolvida completamente entre os dois, de modo a unificar a superfície da pintura. Este entrelaçamento ressurgiria três séculos depois, nas obras de Cézanne e Picasso.

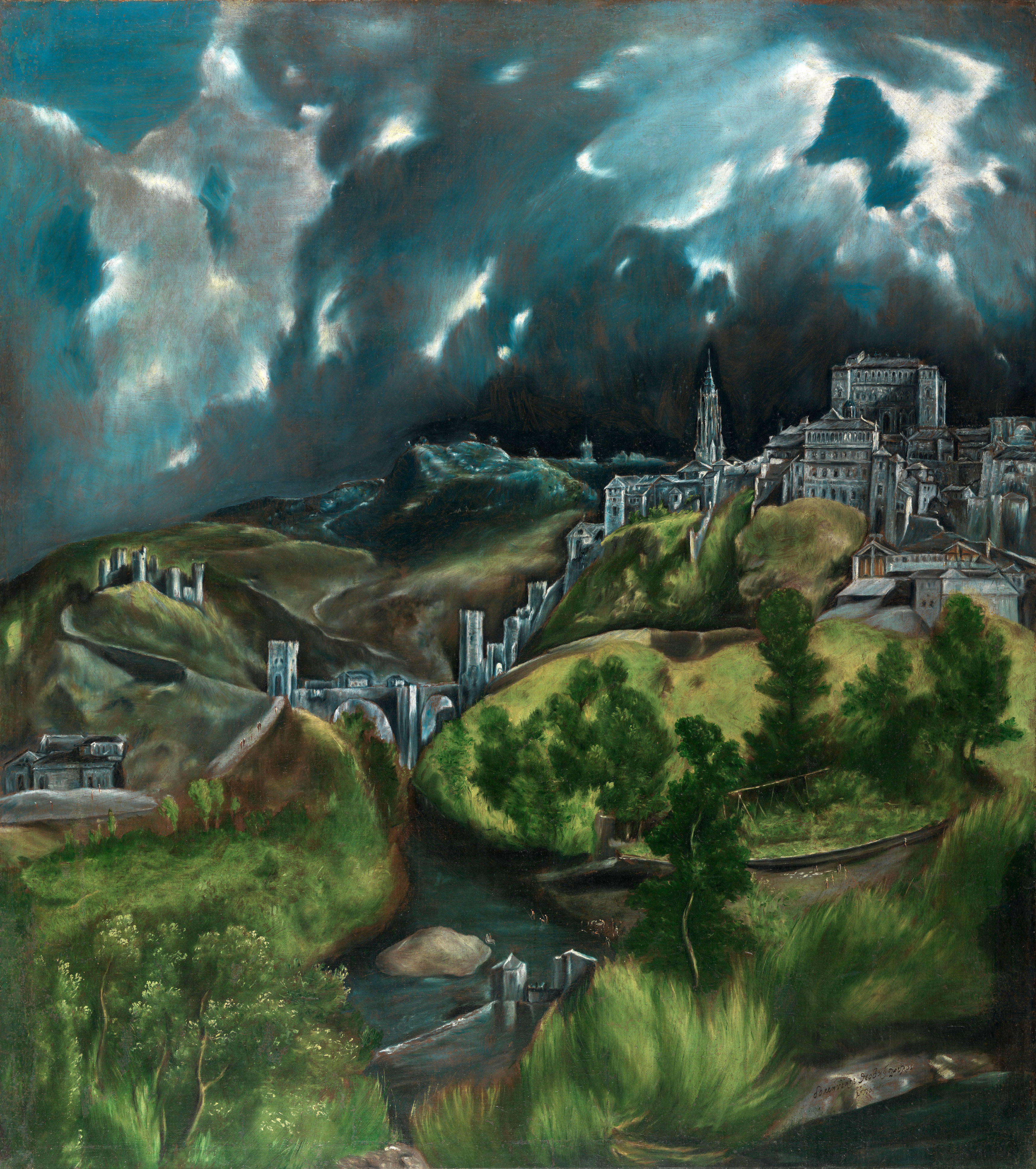
Vista de Toledo (c. 1596–1600, óleo sobre tela, 47,75 × 42,75 cm, Metropolitan Museum of Art, N.Y.) é uma das duas paisagens de Toledo que sobreviveram, pintadas por El Greco.

Outra característica do estilo maduro de El Greco é o uso da luz. Como Jonathan Brown observa, "cada figura parece trazer sua própria iluminação, ou refletir a luz que emana de uma fonte não vista". Fernando Marias e Agustín Bustamante García, os estudiosos que transcreveram as notas manuscritas de El Greco, estabelecem uma ligação entre o poder que o pintor expressa com a luz às ideias do precedente neoplatonismo cristão.
Estudiosos modernos ressaltam a importância de Toledo para o completo desenvolvimento do estilo maduro de El Greco, e a tensão da habilidade do pintor por ajustar seu estilo conforme seu ambiente. Harold Wethey assevera que "embora grego de nascimento e italiano pela preparação artística, o artista imergiu de tal forma no ambiente religioso de Espanha que tornou-se o principal representante visual do misticismo espanhol". Ele acredita que os trabalhos da maturidade do mestre têm o "temperamento da intensidade devocional que reflete o espírito religioso do catolicismo espanhol no período da Contrarreforma".
El Greco também se superou como retratista, capaz não apenas de registrar as características dum modelo, mas de expressar também o seu caráter. Seus retratos são menos numerosos que as pinturas religiosas, mas são de qualidade igualmente elevada. Wethey diz que "através de meio tão simples, o artista criou uma caracterização tão memorável que o coloca na mais alta lista como retratista, junto a Ticiano e Rembrandt".

### Afinidades bizantinas
Desde o começo do século XX que os estudiosos debatem se o estilo de El Greco tinha origens bizantinas. Certos historiadores de arte afirmaram que as raízes do pintor estavam fixadas firmemente nas tradições bizantinas, e que a maioria de suas características individuais derivavam diretamente da arte de seus ancestrais, enquanto outros afirmam que a arte bizantina não influiu no trabalho posterior de El Greco.
A descoberta de "Enterro da Virgem" em Siro, um autêntico e assinado trabalho do período cretense do pintor, e a extensa pesquisa de arquivos feita no começo dos anos 1960, contribuíram para reacender e reavaliar estas teorias. Embora siga muitas convenções dos ícones bizantinos, mostra entretanto aspectos de estilo certamente de influência veneziana, e a composição, mostrando a morte de Maria, combina as diferentes doutrinas ortodoxa (Enterro da Virgem) e católica (Ascensão da Virgem). Estudos significativos da segunda metade do século XX dedicados a El Greco reavaliam muitas das interpretações de seu trabalho, enquanto incluem o seu suposto bizantinismo.

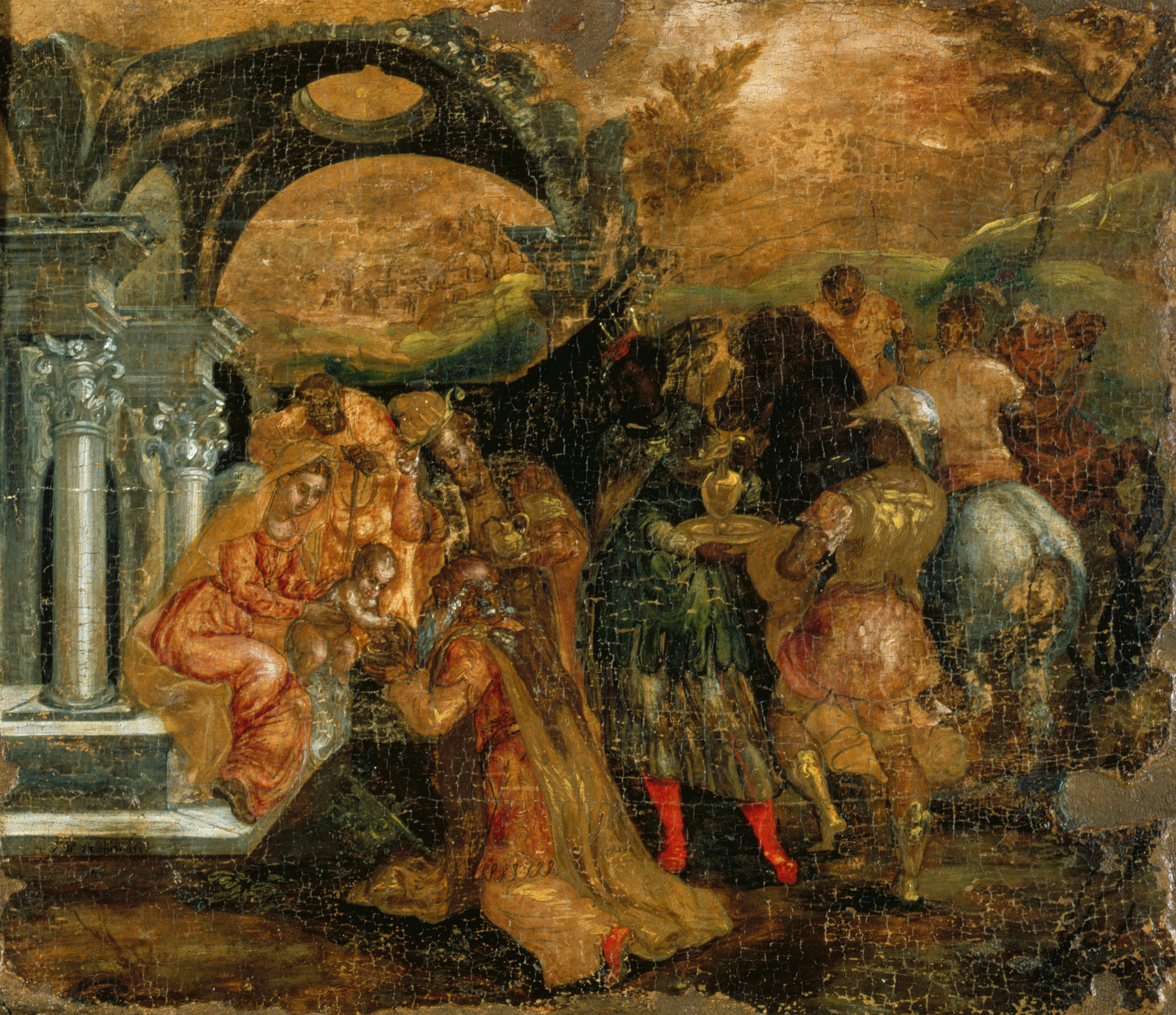
Adoração dos Magos (1565–1567, 56 × 62 cm, Museu Benaki, Atenas). O ícone, assinado por El Greco (Χείρ Δομήνιχου, "criado pela mão de Doménicos"), foi pintado em Candia, numa velha arca.

Baseado nas anotações escritas de próprio punho pelo pintor, em seu estilo único, e no fato de que El Greco assinava sempre seu nome em caracteres gregos, veem uma continuidade orgânica entre a pintura bizantina e sua arte. De acordo com Marina Lambraki-Plaka "longe da influência italiana, num lugar neutro que era intelectualmente semelhante à sua Candia natal, os elementos bizantinos de sua educação emergiram e desempenharam um papel catalítico na nova concepção da imagem que nos é apresentada em seus trabalhos da maturidade". Apreciando essa questão, Lambraki-Plaka discorda dos professores da Universidade de Oxford, Cyril Mango e Elizabeth Jeffreys, quando afirma que "apesar das afirmações em contrário, o único elemento bizantino nas famosas pinturas dele foram suas assinaturas em alfabeto grego". Nikos Hadjinikolaou dispõe, sobre a pintura de 1570 de El Greco, que era "nem bizantina, nem pós-bizantina, mas Ocidental. Os trabalhos que ele produziu na Itália pertencem à história da arte italiana, e aqueles produzidos na Espanha à história da arte espanhola".
O historiador de arte inglês David Davies busca as raízes do estilo do mestre nas fontes intelectuais de sua educação greco-cristãs e no mundo de suas lembranças sobre os aspectos litúrgicos e cerimoniais da Igreja Ortodoxa. Davies acredita que o clima religioso da Contrarreforma e a estética do maneirismo agiram como catalisadores para ativar sua técnica individual. Ele afirma que as filosofias do platonismo e do velho neoplatonismo, os trabalhos de Plotino e Pseudo-Dionísio, o Areopagita, os textos dos Pais da Igreja e a liturgia oferecem as chaves para a compreensão do estilo de El Greco.
Resumindo o debate acadêmico sobre o assunto, José Alvarez Lopera, curador do Museu do Prado, em Madri, conclui que a presença de "recordações bizantinas" é óbvia dentro do trabalho da maturidade de El Greco, mas alguns aspectos obscuros de suas origens bizantinas ainda precisam ser esclarecidos.

### Arquitetura e escultura
El Greco foi grandemente admirado como arquiteto e escultor, durante sua vida. Ele normalmente realizava a composição completa dos altares, funcionando ao mesmo tempo como arquiteto, escultor e pintor – como, por exemplo, no Hospital da Caridade. Ali ele fez a decoração da capela do hospital, mas o altar de madeira e as esculturas que realizou certamente se perderam. Para o ‘’El Expolio" o mestre projetara um original altar com madeira banhada a ouro, que foi destruído, mas o pequeno grupo de esculturas de "Milagre de Santo Ildefonso" sobreviveu, na parte inferior do quadro.
Sua realização arquitetônica mais importante foi a igreja e Monastério de São Domingo, o Velho, para o qual também executou pinturas e esculturas. El Greco é considerado um artista que incorporou a arquitetura na sua pintura. A ele também são creditadas a arquitetura de quadros de suas próprias pinturas feitas em Toledo. Pacheco o caracterizou como "escritor sobre pintura, escultura e arquitetura".
Na marginalia que o pintor escreveu em sua cópia da tradução de Daniele Barbaro do Vitrúvio De Architectura, refutou o anexo sobre relíquias arqueológicas, proporções canônicas, perspectiva e matemática. Ele também via a forma indicada pelo Vitrúvio para torcer proporções para compensar a distância do observador como responsável pela criação de formas monstruosas. El Greco era avesso também a muitas regras da arquitetura; ele acreditava acima de tudo na liberdade de criação e defendia a novidade, variedade e complexidade. Estas ideias foram, porém, extremamente distantes daquelas existentes nos círculos arquitetônicos do seu tempo, e não tiveram nenhuma ressonância imediata.

## Legado

### Crítica póstuma
| “ | Foi um momento grandioso. Uma consciência pura e virtuosa ficou sobre uma das bandejas da balança, um império sobre a outra, e foste tu, consciência do homem, que depositaste as escalas. Esta consciência será capaz de comparecer perante o Senhor no Juízo Final e não ser julgada. Ela julgará, porque a dignidade humana, a pureza e o valor encherão o próprio Deus com terror … Arte não é submissão, nem regras, mas sim um demónio que esmaga os moldes … O peito do arcanjo interior de Greco lançou-o sobre uma singular esperança de liberdade selvagem, o excelentíssimo sótão deste mundo. | ” |

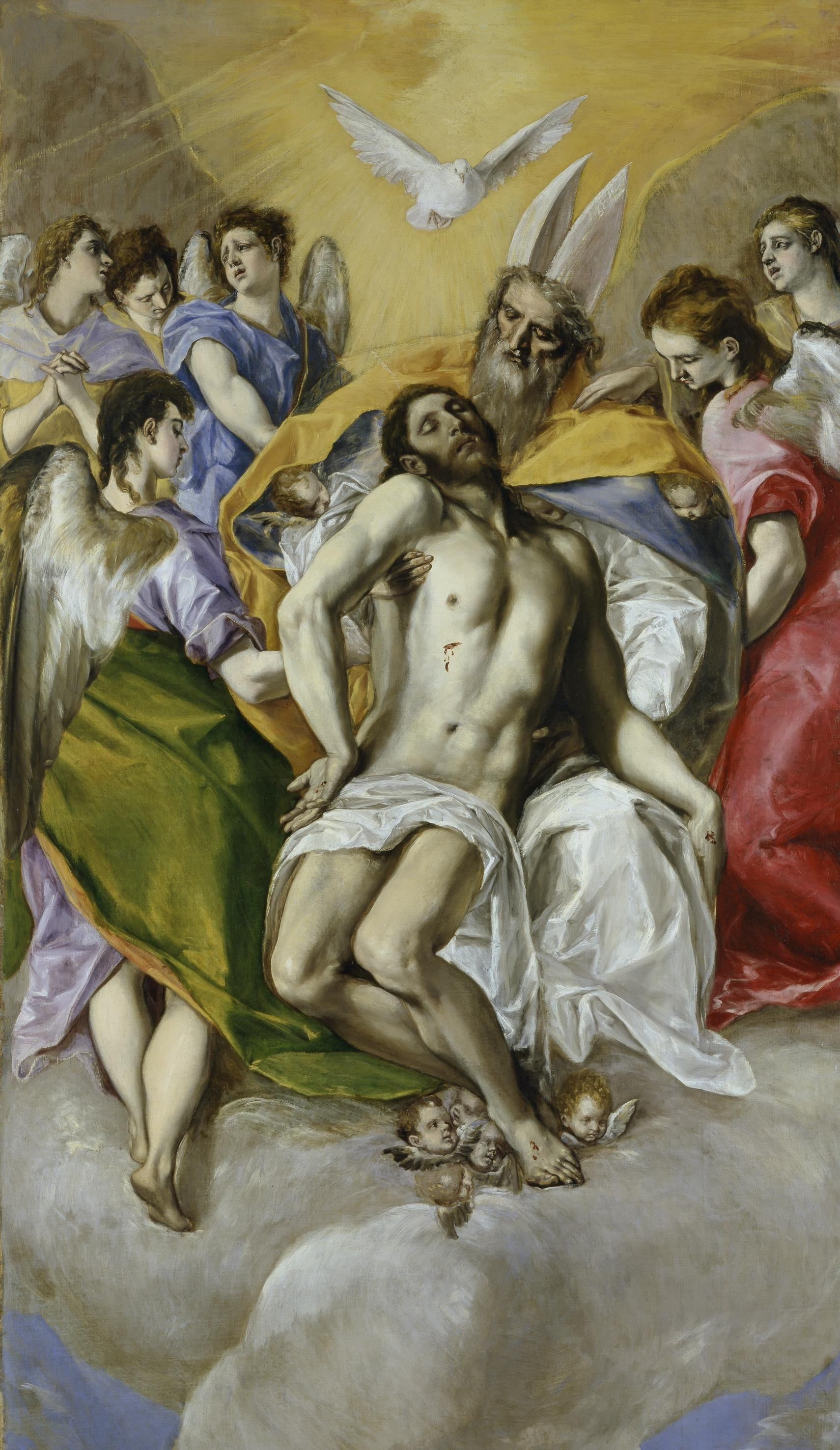
A Santíssima Trindade (1577–1579, 300 × 178 cm, óleo, Museu do Prado, Madrid, Espanha) faz parte de um grupo de obras criadas para a Igreja de São Domingo o Velho.

El Greco foi desdenhado pela geração imediatamente posterior à sua morte, devido ao fato da sua obra ser oposta, em muitos aspetos, aos princípios do estilo barroco inicial, que surgiu fortemente nos inícios do século XVII e depressa suplantou os últimos traços do maneirismo do século XVI. El Greco foi considerado incompreensível e não tinha seguidores de relevo. Apenas o seu filho e alguns pintores desconhecidos reproduziram algumas fracas cópias de suas obras. Nos fins do século XVIII, comendadores espanhóis elogiaram o seu talento, mas criticaram o seu estilo antinatural e o seu "complexo de iconografia". Alguns destes comendadores, tais como Acisclo Antonio Palomino de Castro y Velasco e Juan Agustín Ceán Bermúdez descreveram a sua obra como "desprezível", "ridícula" e "digna de escárnio". As opiniões de Palomino e Bermúdez eram frequentemente citadas na historiografia espanhola, adornadas com expressões como "estranha", "esquisita", "original", "extravagante" e "ímpar". A expressão "cheio de excentricidade", usualmente encontrada em tais textos, com o tempo evoluiu para "loucura".
Com a ascensão do romantismo, nos finais do século XVIII, a obra de El Greco foi examinada uma vez mais. Para o escritor francês Theophile Gautier, El Greco foi o precursor do romantismo europeu, em todo o seu forte desejo pelo diferente e pelo extremo. Gautier considerava El Greco como o herói romântico ideal (o "dotado", o "mal-entendido", o "homem") e foi o primeiro a expressar explicitamente a sua admiração por El Greco. Os críticos de arte franceses, Zacharie Astruc e Paul Lefort, ajudaram a promover uma grande propagação e reavivamento do interesse pela obra do mestre. Na década de 1890 os pintores espanhóis residentes em Paris adoptaram-no como seu guia e mentor.
Em 1908, o historiador espanhol Manuel Bartolomé Cossío publicou o primeiro catálogo que abrangia toda a obra de El Greco; no seu livro o cretense foi apresentado como fundador da Escola Espanhola. No mesmo ano, Julius Meier-Graefe, um estudioso do impressionismo francês, viajou à Espanha e grafou as suas experiências no livro de nome The Spanische Reise, o primeiro que estabelece El Greco como um grande pintor do passado. Na obra do cretense Graefe encontrou vislumbres da modernidade. Estas são as palavras que usou para descrever o impacto do pintor nos movimentos artísticos do seu tempo:
| “ | Ele [El Greco] descobriu um reino de novas possibilidades. Nem mesmo ele estava apto a esgotá-las. Todas as gerações que o seguiram viveram nesse reino. Há grande diferença entre ele e o seu mestre, Ticiano, diferença essa maior do que a que existe entre Renoir e Cézanne. Embora Renoir e Cézanne fossem mestres de grande originalidade, não é possível dispor-se da linguagem de El Greco e, em caso de a usar, inventá-la de novo, outra e outra vez. | ” |

Para o artista e crítico inglês Roger Fry, em 1920, El Greco era o arquetípico génio, que faz o que acha ser certo e que "age com completa indiferença para com o efeito que essa expressão poderá ter no público". Fry descreveu o pintor como um "velho mestre, que não é meramente moderno, mas que atualmente aparece uns bons passos à nossa frente e se vira para trás, para nos indicar o caminho". Nesse mesmo período outros pesquisadores desenvolveram teorias alternadas, mais radicais. August Goldschmidt e Germán Beritens argumentaram que El Greco pintara figuras humanas alongadas porque tinha problemas visuais (possivelmente astigmatismo progressivo e estrabismo), que o faziam ver os corpos mais alongados do que eram na realidade e de um ângulo perpendicular.
Michael Kimmelman, um revisor do jornal The New York Times, declarou que "El Greco tornou-se a essência da pintura grega, para os Gregos; para os espanhóis tornou-se a própria essência da espanhola". Como provado pela campanha encetada pela Galeria Nacional de Arte, em Atenas para aumentar os fundos a fim de realizar a compra de "São Pedro", em 1995, El Greco é apreciado não só pelos entendidos, mas também pelo público comum; graças às doações maioritariamente individuais e fundações de beneficência públicas, a Galeria Nacional de Arte conseguiu 1,2 milhão de dólares e comprou o quadro. Referindo-se ao consenso geral sobre o impacto de El Greco, Jimmy Carter disse, em abril de 1980, que El Greco foi o mais extraordinário pintor desde a sua época, como nunca mais se viu, e que esteve talvez cerca de três a quatro séculos à frente do seu tempo.

## Influência em outros artistas

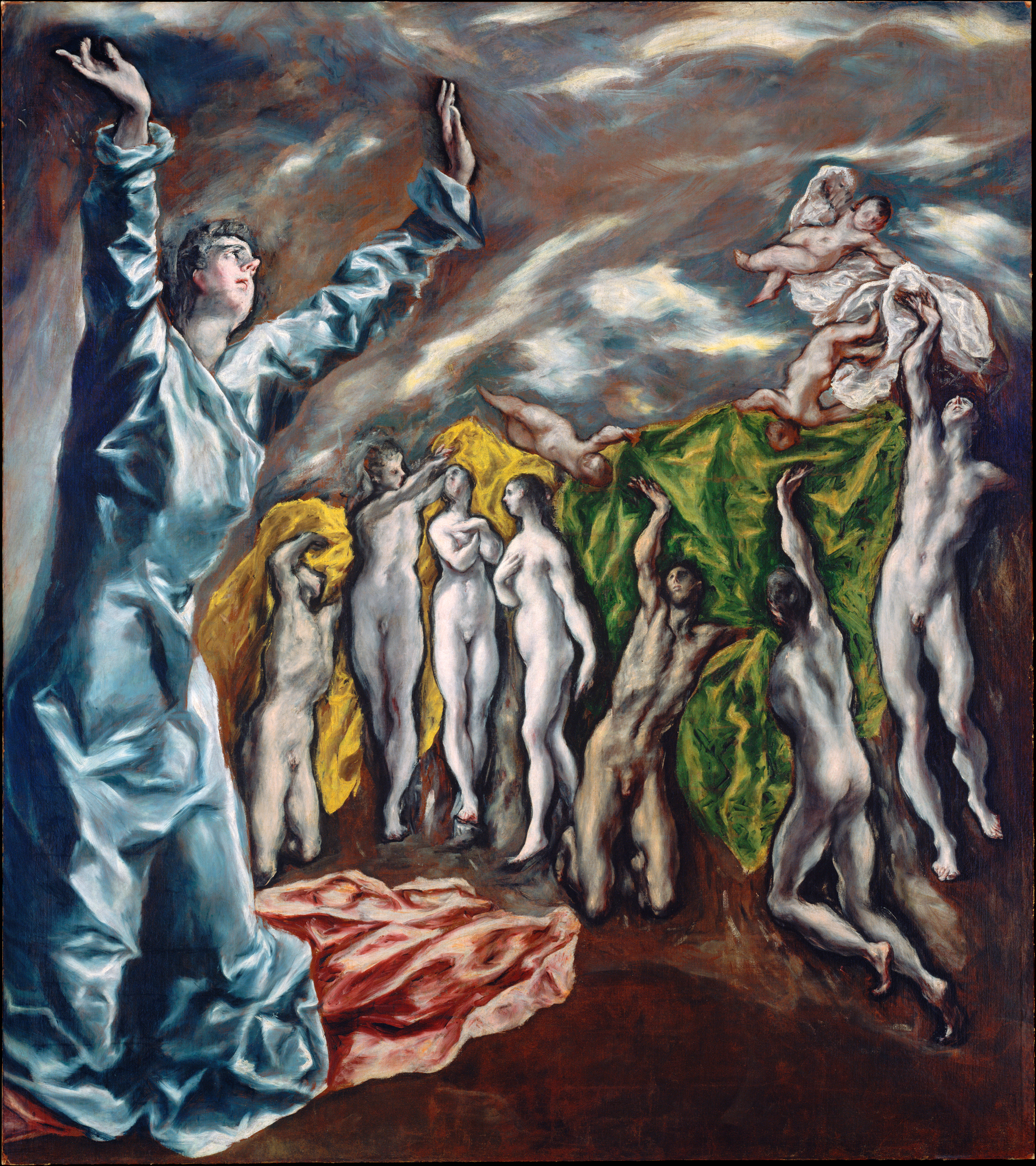
A Abertura do Quinto Selo (1608–1614, óleo, 225 × 193 cm., New York, Metropolitan Museum) foi sugerida como sendo a fonte primária da inspiração de Les Demoiselles d' Avignon de Picasso.

A reavaliação de El Greco não se limitou aos estudiosos. De acordo com Efi Foundoulaki "os pintores e os teóricos do século XX descobriram um novo El Greco, mas durante o processo também descobriram e reavaliaram a si próprios". A sua expressividade e cores influenciaram Eugène Delacroix e Édouard Manet. Para o grupo Der Blaue Reiter, em Munique, 1912, El Greco tipificou a construção mística interior, que era o que a sua geração tinha de descobrir, como tarefa. O primeiro pintor que parece ter notado o código estrutural na morfologia estrutural de El Greco foi Paul Cézanne, um dos precursores do cubismo. Análises morfológicas comparativas dos dois pintores revelaram os seus elementos comuns, como a distorção do corpo humano, os avermelhados (em aparência, apenas), fundos inacabados e similaridades na renderização do espaço. De acordo com Brown, "Cézanne e El Greco são irmãos espirituais, apesar dos séculos que os separam". Fry observou que Cézanne desenhou "através de sua grande descoberta da permeação de cada de cada parte do desenho com um tema plástico uniforme e contínuo".
Os simbolistas e Pablo Picasso, durante o período azul, desenharam na tonalidade fria de El Greco, usando a anatomia das suas figuras ascéticas. Enquanto Picasso trabalhava em Les Demoiselles d'Avignon, visitou um seu amigo, Ignacio Zuloaga, no seu estúdio em Paris, e estudou a Abertura do Quinto Selo (em posse de Zuloaga desde 1897). A relação entre o quadro de Picasso e o de El Greco foi notada nos primeiros anos da década de 1980, quando as similaridades estilísticas e o relacionamento entre os motivos das suas obras foram analisados.
As primeiras explorações cubistas de Picasso tinham o objetivo de descobrir outros aspectos da obra de El Greco: análise estrutural das suas composições, refração multifacetada das formas, interligação entre formas e espaço e efeitos especiais nos realces. Muitos aspectos do cubismo, tais como as distorções e a renderização materialista do tempo, têm suas analogias na obra de El Greco. Segundo Picasso, a estrutura de El Greco é cubista. Em 22 de fevereiro de 1950, Picasso iniciou a sua série de "paráfrases" de obras de outros pintores com The Portrait of a Painter after El Greco. Foundoulaki afirma que Picasso completou o processo de ativação dos valores da pintura de El Greco, que tinham começado com Manet e continuado com Cézanne.
Os expressionistas focalizaram-se nas distorções expressivas de El Greco. Franz Marc, um dos principais pintores do movimento expressionista alemão, declarou: "Referimo-nos com prazer e perseverança ao caso de El Greco, porque a glória deste pintor está intimamente ligada à evolução das nossas perspectivas de arte". Jackson Pollock, grande referência no movimento expressionista abstrato, também foi influenciado por El Greco. Por volta de 1943, Pollock tinha concluído 60 composições desenhadas com base em El Greco e possuía três livros sobre o mestre cretense.

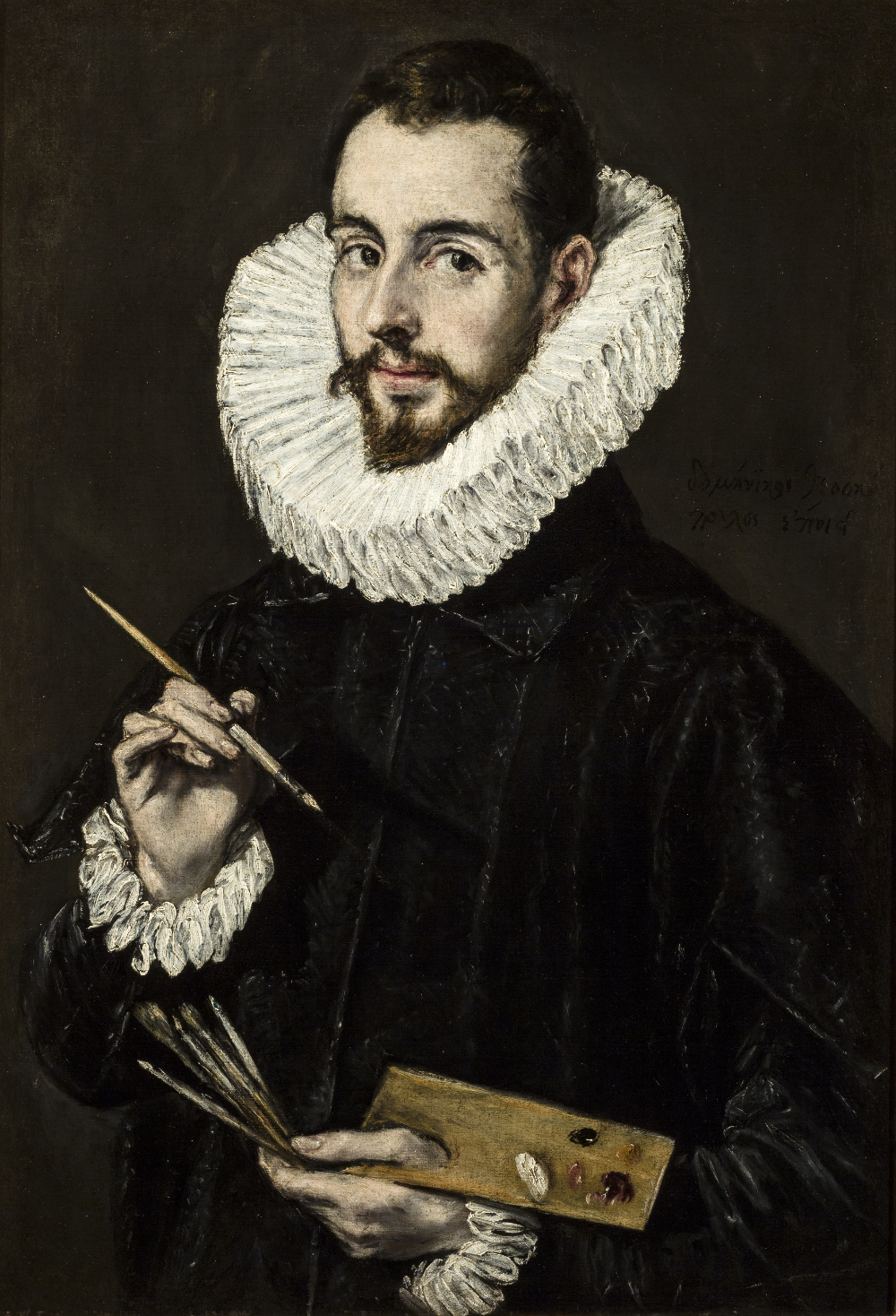
Retrato de Jorge Manuel Theotocopoulos (1600–1605, óleo, 81 × 56 cm, Museu Provincial de Bellas Artes, Sevilha).

Os pintores contemporâneos são também inspirados pela obra de El Greco. Kysa Johnson usou obras de El Greco como quadro compositivo para alguns de seus trabalhos, e a distorção anatómica do mestre é, de certo modo, refletida nos retratos de Fritz Chesnut.
A personalidade e obra de El Greco serviram de fonte de inspiração ao poeta Rainer Maria Rilke. Uma parte de seus poemas (Himmelfahrt Mariae I.II., 1913) foi diretamente baseada em Immaculate Conception, de El Greco. O escritor grego Nikos Kazantzakis, que sentia uma forte afinidade espiritual por El Greco, chamou a sua autobiografia de Relatório de Greco e escreveu um tributo ao mestre.
Em 1998, o compositor eletrônico e artista grego Vangelis lançou El Greco, uma sinfonia inspirada no artista. Este álbum é uma extensão do anterior, de Vangelis, Foros Timis Ston Greco ("Um Tributo a El Greco"). A vida do mestre é também tema de um filme, dirigido por Yannis Smaragdis, que se iniciou em outubro de 2006, na ilha de Creta, e estreou-se no cinema um ano depois; o ator britânico Nick Ashdon foi escolhido para representar o papel de El Greco.

## Autoria controversa

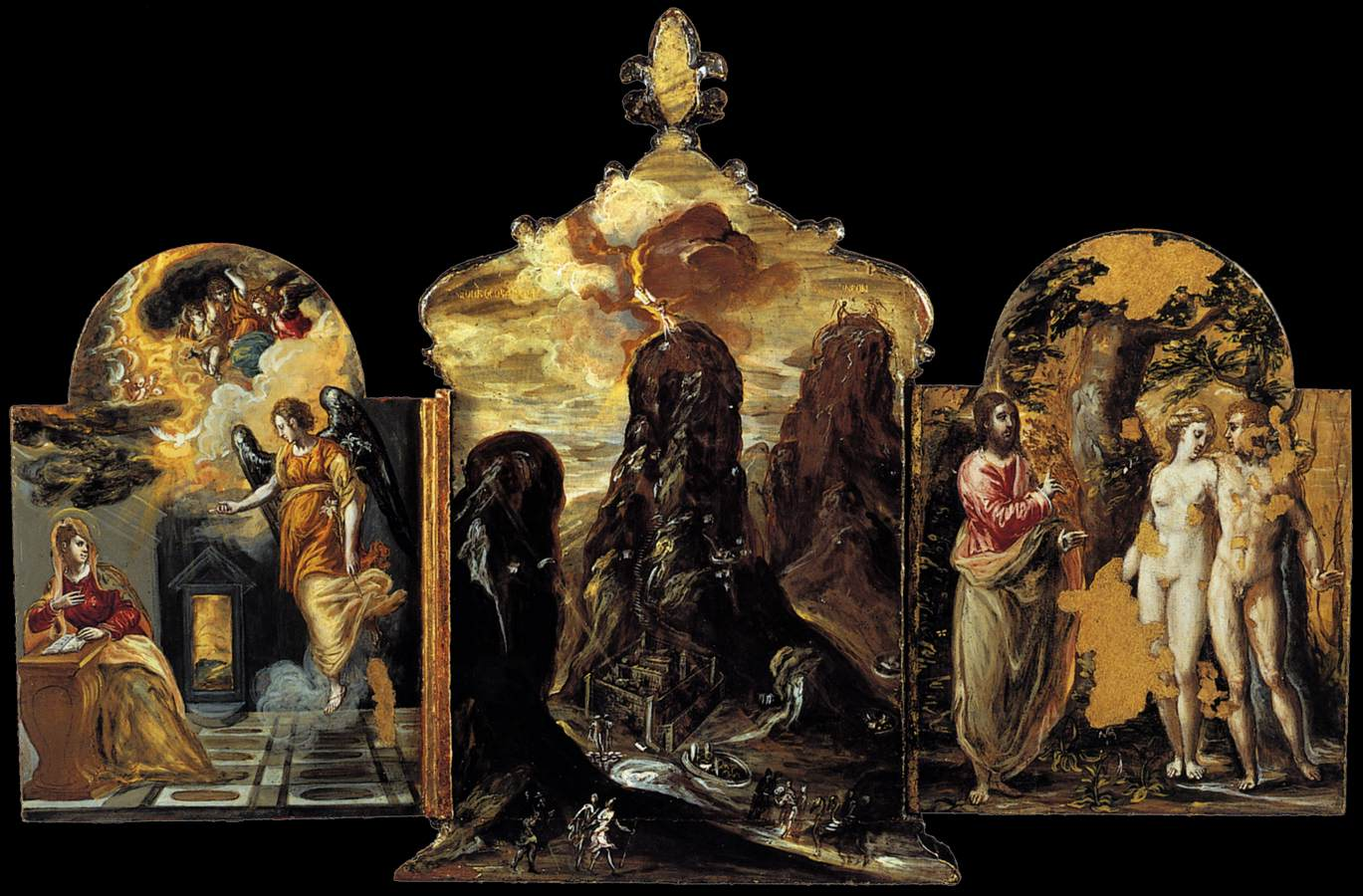
O tríptico de Módena (1568, painel em têmpera, 37 × 23,8 cm (central), 24 × 18 cm, Galeria Estense, Módena) pequena composição atribuída a El Greco

O número exacto das obras de El Greco é uma questão controversa. Em 1937, um estudo fortemente influente, pelo historiador de arte Rodolfo Pallucchini, fez com que houvesse um número muito maior de obras aceites como sendo de El Greco. Pallucchini atribuiu a El Greco um tríptico na Galeria Estense, em Módena (ver imagem), com base numa assinatura, na parte de trás do painel central do tríptico ("Χείρ Δομήνιχου", criado pela mão de Doménikos). Houve consenso quanto a que o tríptico era de fato uma das primeiras obras de El Greco e, portanto, a publicação de Palluchini tornou-se a bitola para as atribuições das obras ao artista. No entanto, Wethey negou que o tríptico de Módena tinha alguma relação ao artista e, em 1962, publicou um catálogo raisonné, em reação, com uma reduzidíssima lista de obras. Considerando que José Camón Aznar, historiador de arte, atribuiu entre 787 e 829 quadros ao mestre cretense, Wethey reduziu esse número para apenas 285 obras autênticas e Halldor Sœhner, pesquisador de arte espanhola, reconheceu apenas 137. Wethey e outros estudiosos rejeitaram a noção de que Creta tivesse algum crédito na sua formação e sustentou a eliminação de várias séries da obra de El Greco.

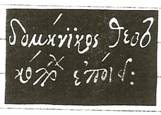
«Δομήνικος Θεοτοκόπουλος (Doménicos Theotocópoulos) ἐποία». As palavras de El Greco ao assinar seus quadros. El Greco adicionava ao seu nome a palavra "epoia" (ἐποία, "ele fê-lo"). Em A Assunção o pintor usou a palavra "deixas" (δείξας, "ele é exibido") em vez de "epoia"

Desde 1962 a descoberta de Dormition e a extensa pesquisa arquivada gradualmente convenceram os estudiosos de que as afirmações de Wethey não eram totalmente corretas, e que o seu catálogo pode ter distorcido a percepção da inteira natureza das origens, desenvolvimento e obra de El Greco. A descoberta de Dormition conduziu à atribuição de três outras obras assinadas "Doménicos" para El Greco (Tríptico de Modena, St. Luke Painting the Virgin and Child, e A Adoração dos Magos) e daí à aceitação de mais obras, como autênticas – algumas assinadas, outras não (tais como Paixão de Cristo (Pietà com Anjos) pintada em 1566), – que foram trazidas para o grupo das primeiras obras de El Greco. El Greco é agora encarado como um artista com treino e formação cretenses; uma série de obras iluminaram o estilo inicial de El Greco, algumas pintadas enquanto ele ainda se encontrava em Creta, algumas da sua época de Veneza, e algumas de quando ele estava em Roma. Até Wethey afirmou que "ele [El Greco] provavelmente pintou o disputado tríptico da Galeria Estense antes de deixar Creta". No entanto, controvérsias sobre o número exato de obras autênticas de El Greco continuam por encontrar um desfecho, e o status do catálogo de Wethey está no centro desses desentendimentos.

## Galeria

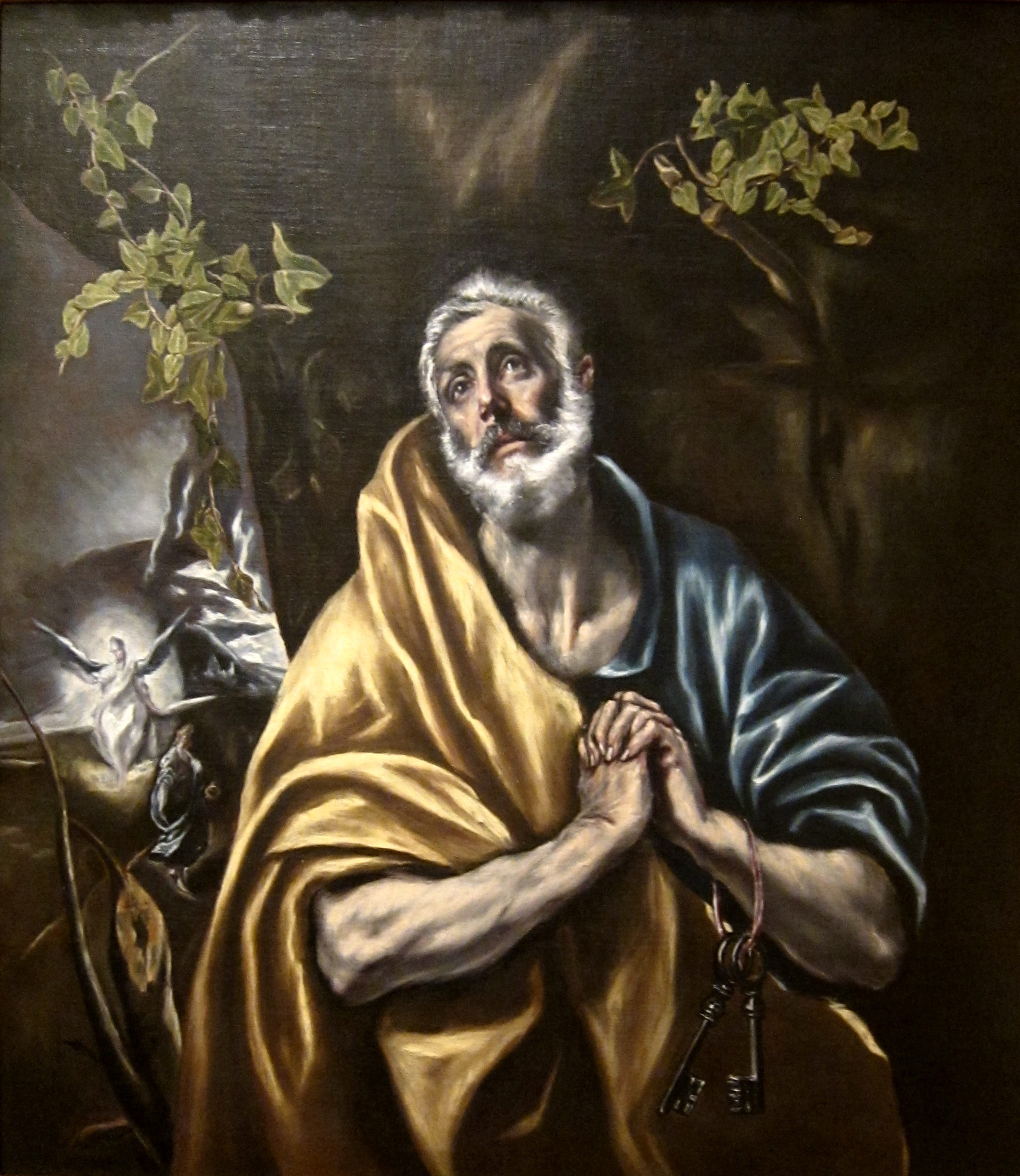
São Pedro Penitente, c. 1590-95, no Museu de Arte de San Diego, San Diego).
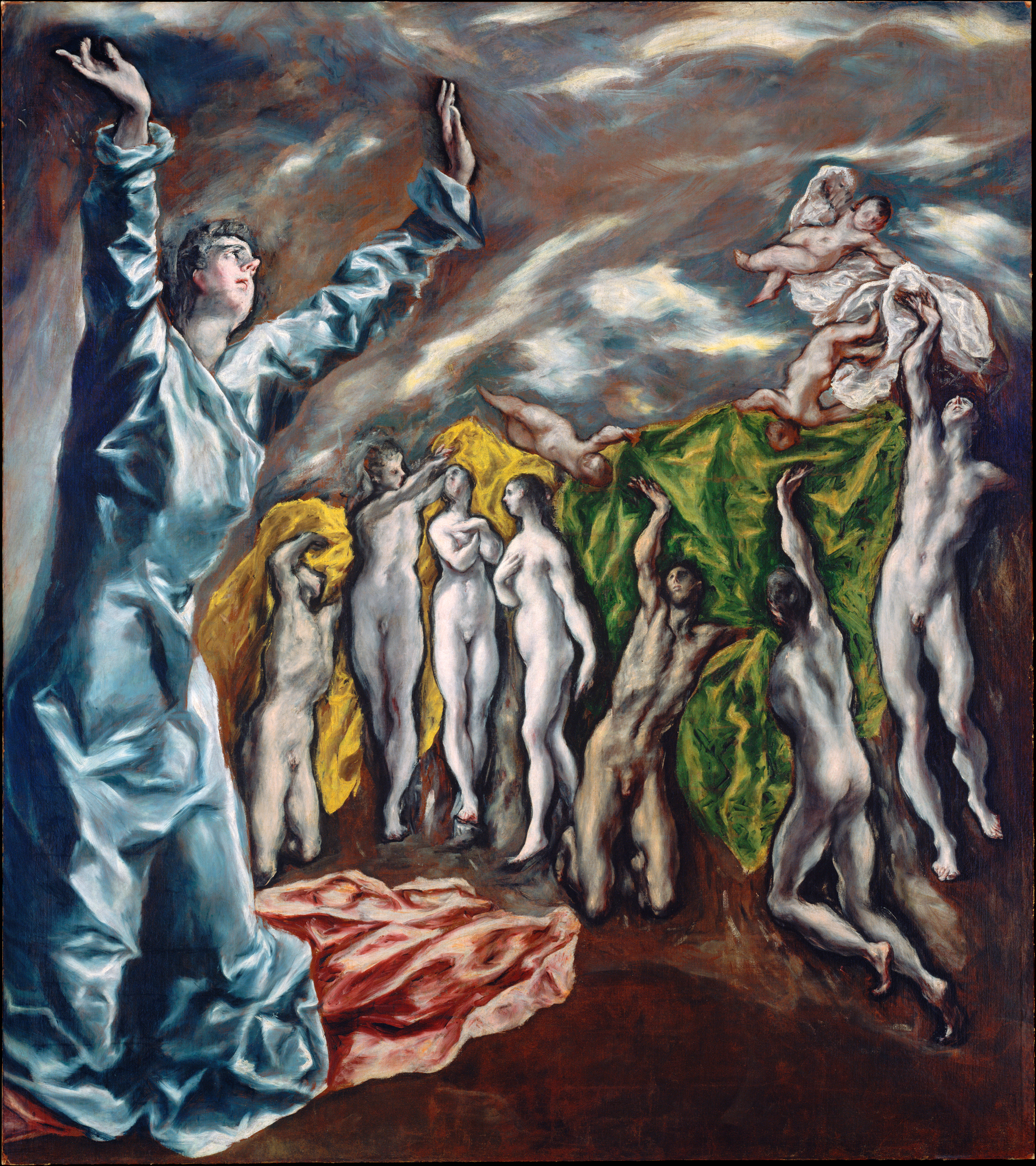
A Abertura do Quinto Selo, 1608/14 (Metropolitan Museum of Art, Nova Iorque).
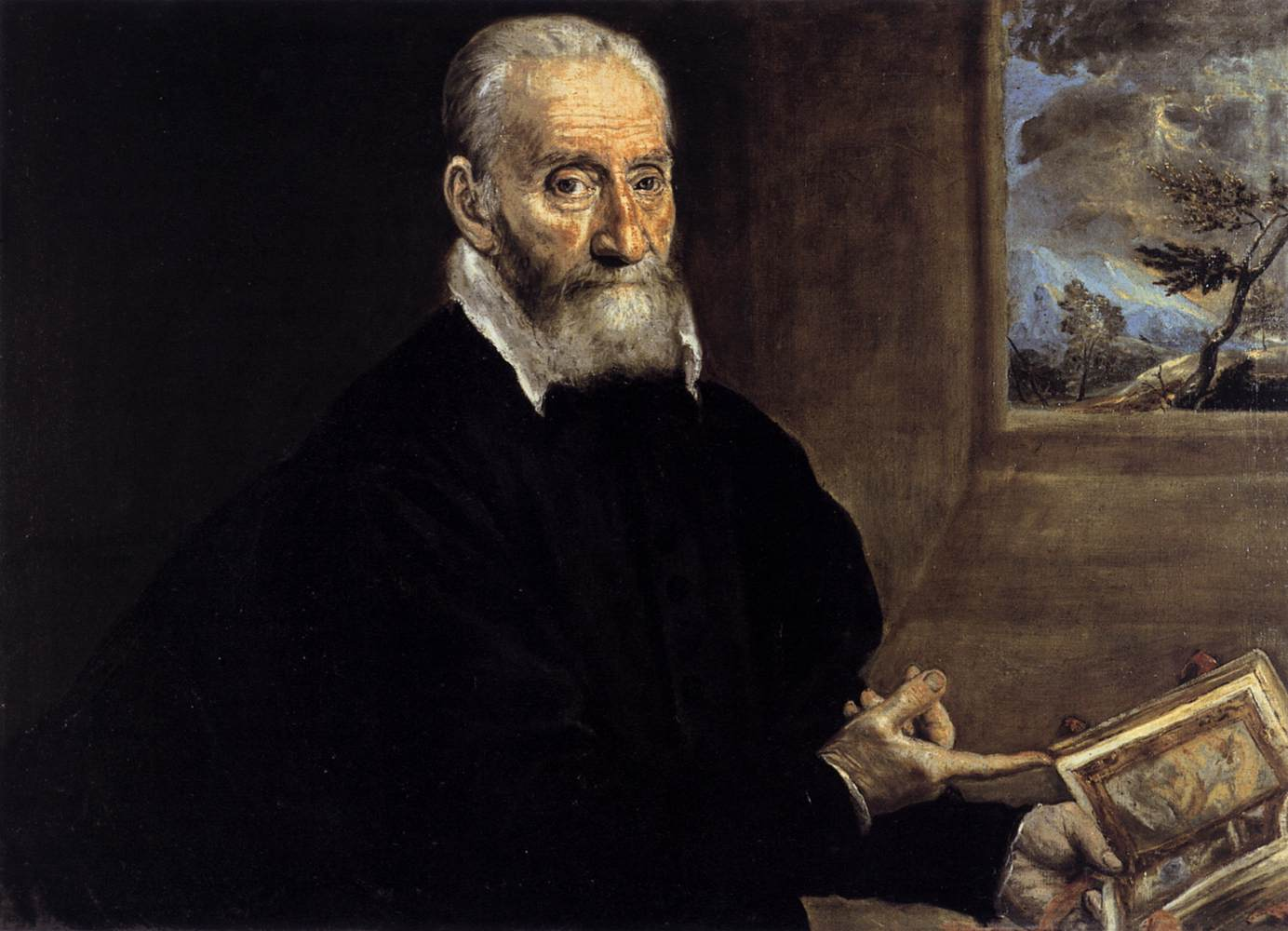
Retrato de Julije Klovic.
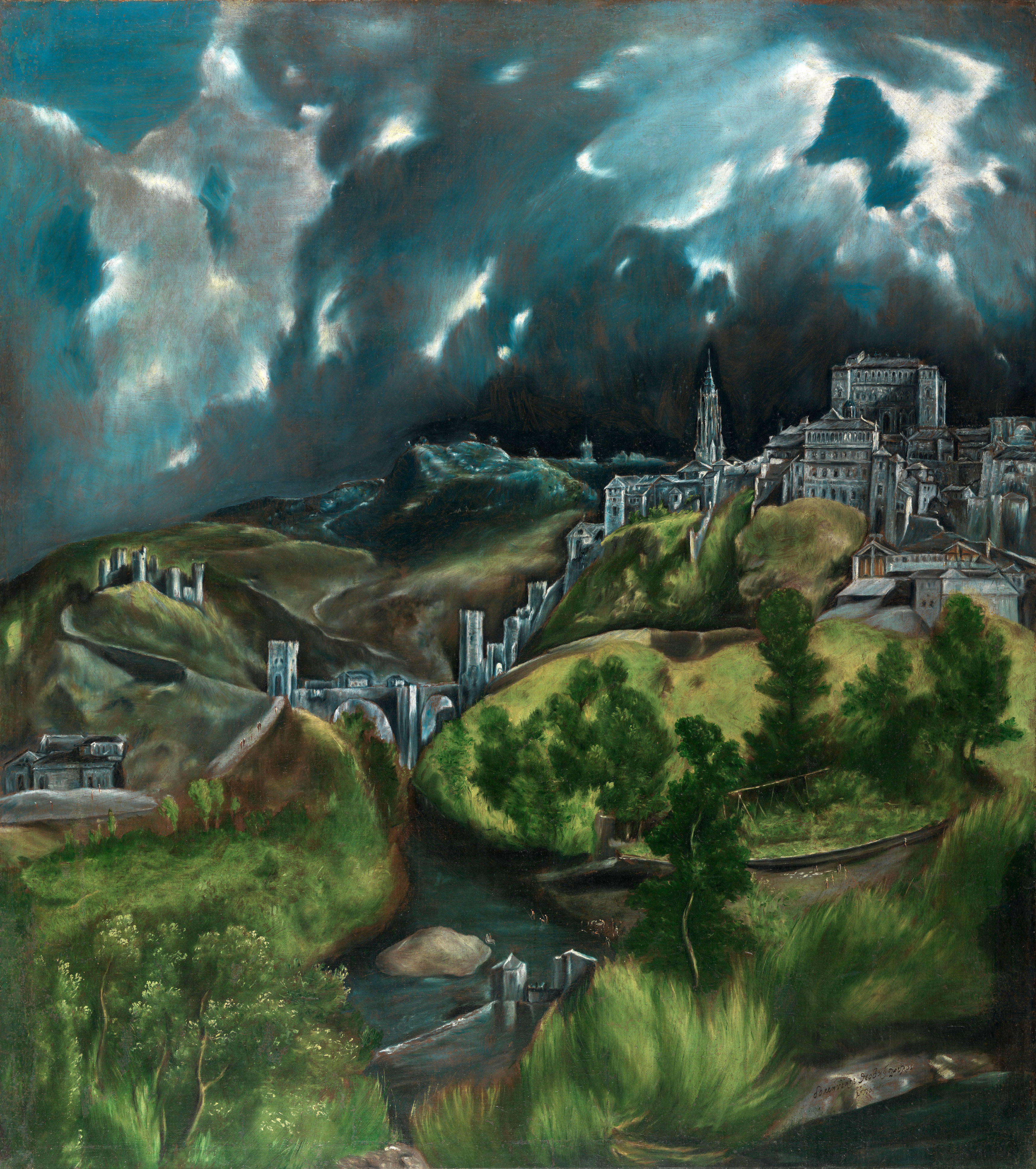
Vista de Toledo, 1612 (Metropolitan Museum of Art, Nova Iorque).
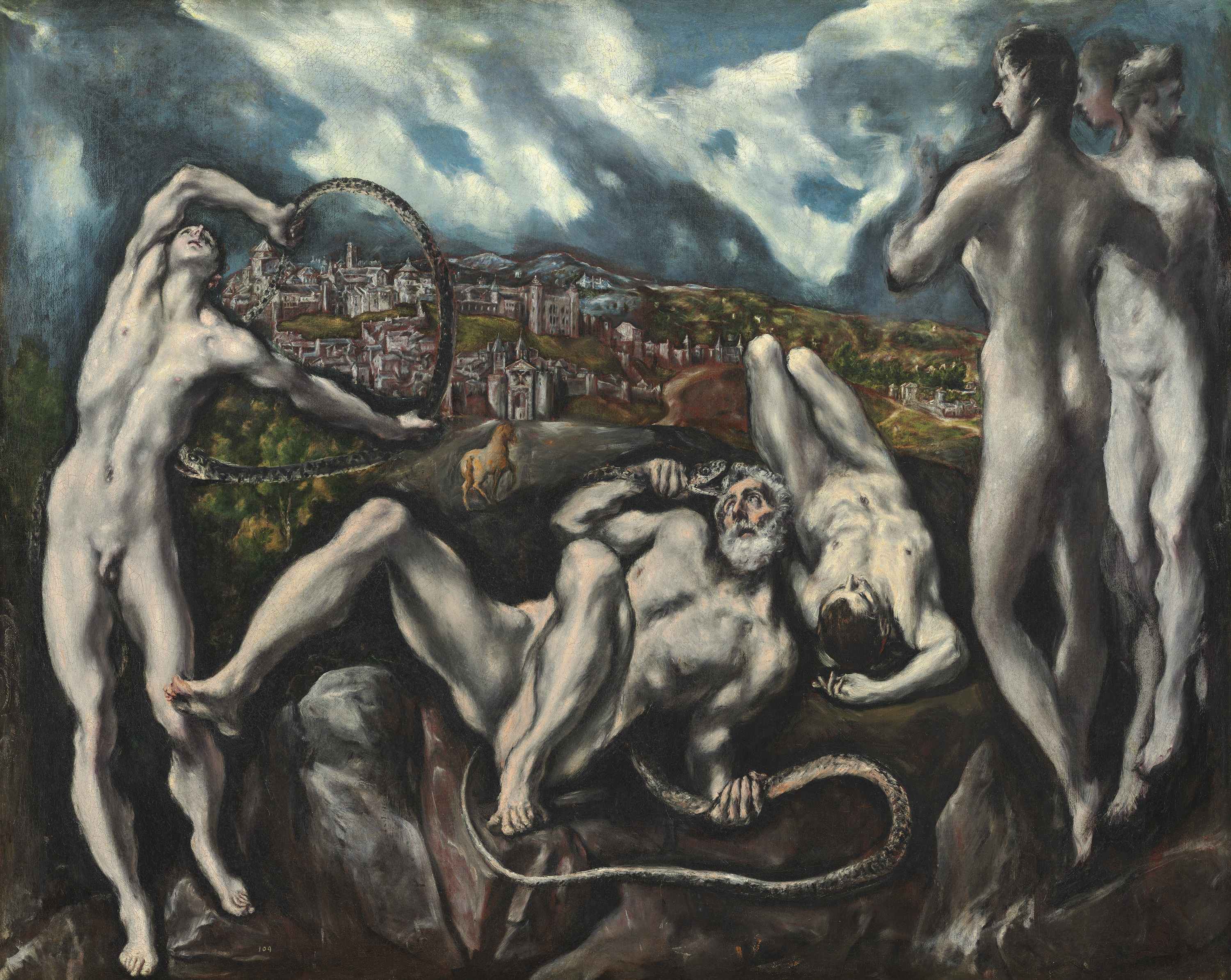
Laocoonte, 1608/14 (National Gallery of Art, Washington, D.C.).
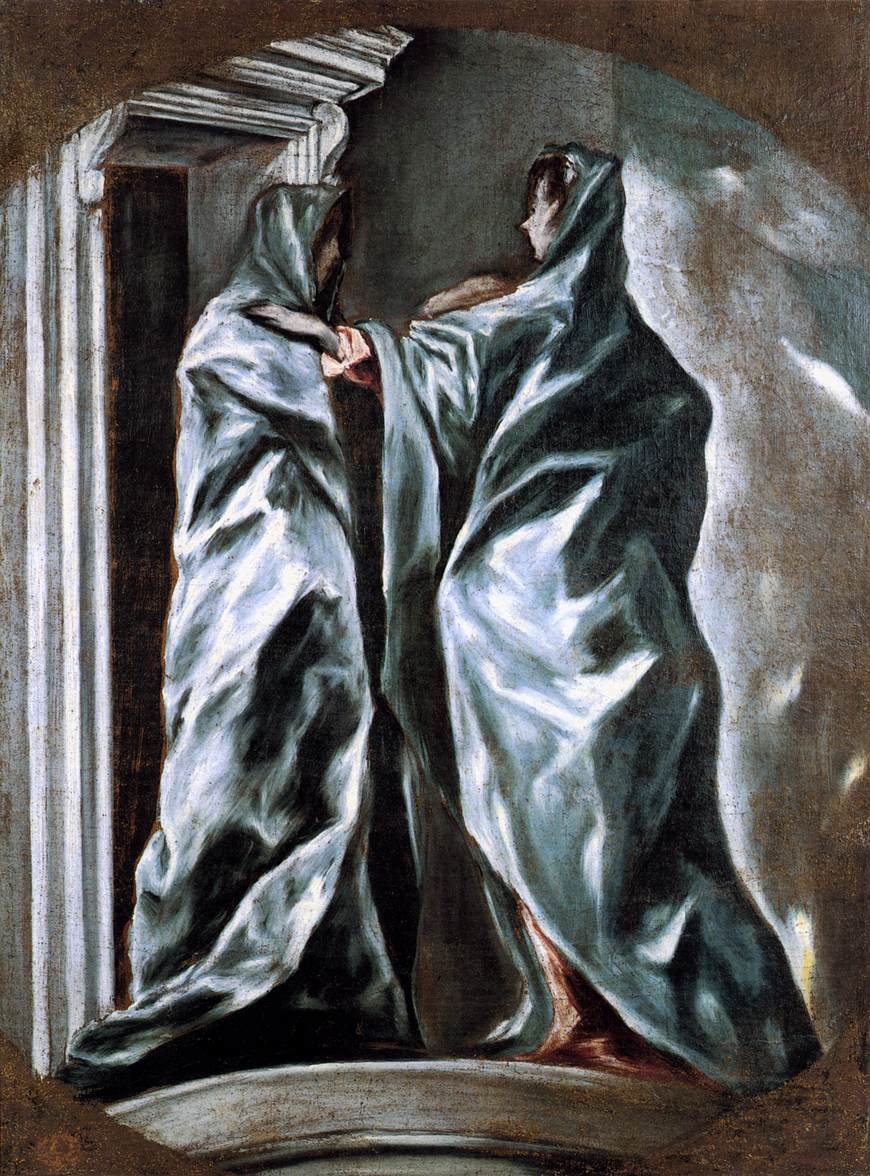
Visitação, 1610/13, (Dumbarton Oaks, Georgetown, D.C., EUA.
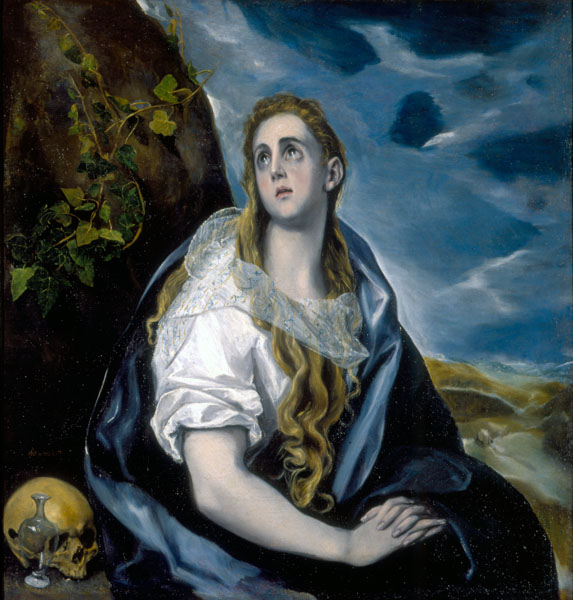
Madalena Arrependida, 1577, Worcester Art Museum, Worcester, EUA.